# Jamesonia paucifolia
Jamesonia paucifolia là một loài dương xỉ trong họ Pteridaceae. Loài này được A.C. Sm. Christenh. mô tả khoa học đầu tiên năm 2011.